# Eurythrips forticornis
Eurythrips forticornis är en insektsart som beskrevs av Ian A. Hood 1939. Eurythrips forticornis ingår i släktet Eurythrips och familjen rörtripsar. Inga underarter finns listade i Catalogue of Life.